# Vincenzo Iaquinta
Vincenzo Iaquinta (Cutro, 21 de novembro de 1979) é um ex futebolista italiano que atuava como atacante.

## Carreira
Nascido em Cutro, começou a jogar futebol com 17 anos no Reggiolo, onde ficou quase duas temporadas. Em 1998, foi para o Padova, da Serie B. Após 13 jogos e 3 gols foi para o Castel di Sangro onde jogou por duas temporadas na Serie C1, marcou 8 gols em 52 jogos.
Já em 2000 foi contratado pela Udinese, e fez sua estreia em 1 de outubro de 2000 na vitória por 4 a 2 sobre Brescia. Na temporada 2004-05, a Udinese conseguiu ficar em 4º lugar na Serie A, tendo direito a jogar a 3ª pré-eliminatória da Liga dos Campeões da UEFA. Nas elminatórias, Iaquinta ajudou a equipa italiana a conseguir alcançar a fase de grupos ao marcar 3 gols.
Depois da temporada 2006-07, a sua melhor temporada na Udinese com 14 gols em 30 jogos, foi negociado com a Juventus por um valor por volta de 11,3 milhões de euros mais Michele Paolucci. A estreia oficial na equipa de Turim foi em 25 de agosto de 2007 na primeira rodada da Serie A, na vitória por 5 a 1 contra o Livorno, marcando os primeiros dois gols para a equipe de Turim. Terminou a primeira temporada na Juventus com  24 jogos e 8 gols. Em 15 de abril de 2008, sofreu uma distensão muscular na perna esquerda, que o fez perder boa parte da temporada. Na temporada seguinte conseguiu um bom desempenho, marcando 12 gols, dois na última rodada, permitindo que a equipe terminar a temporada em 2º lugar. No final da temporada, assinou um novo contrato com a Juventus até 2013.
No Ano de 2006, integrou o elenco campeão da copa do mundo FIFA, fazendo um gol importante logo no jogo de estreia contra a seleção de Gana.
No mesmo ano, deixou o time de Turim.